# Emma Härdelin
Emma Härdelin est une musicienne et chanteuse suédoise née le 26 septembre 1975.
Issue d'une famille de musiciens, et fille d'un joueur de fiddle (Thore Härdelin), elle a grandi à Jamtland, Delsbo, et Hälsingland.
Elle entre à l'école Warldorf, où elle se familiarise avec le chant folklorique de Suède, en compagnie de Maria Röjås et Malung folkhögskola.
En 1993, sa voix rejoint le groupe Garmarna, fondé 3 ans plus tôt.
Après deux albums, elle fonde Triakel, avec Kjell-Erik Eriksson et Janne Strömstedt.
Elle continue donc les deux projets simultanément, toujours en tant que chanteuse.
En 1999, Härdelin a chanté l'hymne Innan gryningen écrit par Benny Andersson et Ylva Eggehorn.
En 2004, elle chantera avec le groupe Blindside's sur la chanson Shekina.
En 2007, elle participe au projet String Sisters, un supergroupe de violoniste, fiddeliste, avec Annbjørg Lien, et Mairéad Ní Mhaonaigh du groupe Altan.

## Discographie
- 2005 : Emma Härdelin, Katarina Hallberg, Johanna Bölja Hertzberg, Kersti Ståby, Love Letters & Russian Satellites. Songs From Hälsingland,